# Hope (Alaska)
Hope és una concentració de població designada pel cens dels Estats Units a l'estat d'Alaska. Segons el cens del 2000 tenia 137 habitants.

## Demografia
Segons el cens del 2000, Hope tenia 137 habitants, 77 habitatges, i 35 famílies La densitat de població era d'1 habitant per km².
Dels 77 habitatges en un 15,6% hi vivien nens de menys de 18 anys, en un 42,9% hi vivien parelles casades, en un 2,6% dones solteres, i en un 54,5% no eren unitats familiars. En el 53,2% dels habitatges hi vivien persones soles el 15,6% de les quals corresponia a persones de 65 anys o més que vivien soles. El nombre mitjà de persones vivint en cada habitatge era d'1,78 i el nombre mitjà de persones que vivien en cada família era de 2,69.
Per edats la població es repartia de la següent manera: un 16,1% tenia menys de 18 anys, un 4,4% entre 18 i 24, un 22,6% entre 25 i 44, un 40,1% de 45 a 60 i un 16,8% 65 anys o més.
L'edat mediana era de 47 anys. Per cada 100 dones hi havia 107,6 homes. Per cada 100 dones de 18 o més anys hi havia 125,5 homes.
La renda mediana per habitatge era de 21.786 $ i la renda mediana per família de 24.432 $. Els homes tenien una renda mediana de 0 $ mentre que les dones 37.656 $. La renda per capita de la població era de 9.079 $. Cap de les famílies i l'11,7% de la població estaven per davall del llindar de pobresa.

## Poblacions més properes
El següent diagrama mostra les poblacions més properes.